# 마이키 이야기
《마이키 이야기》(영어: Look Who's Talking)는 미국에서 제작된 에이미 헤컬링 감독의 1989년 로맨틱 코미디 영화이다. 존 트러볼타, 커스티 앨리 등이 출연하였고, 조너선 D. 크레인 등이 제작에 참여하였다.
박스 오피스에서 제작비 750만 달러 대비 2억 9,700만 달러를 벌어들이며 대대적으로 성공하면서 프랜차이즈화되었다. 속편 《마이키 이야기 2》(1990), 《마이키 이야기 3》(1993)이 연이어 나왔으며 ABC에서 1991년부터 1992년까지 시트콤 《Baby Talk》를 총 2 시즌 방영하였다.

## 줄거리
뉴욕 회계사 몰리는 유부남 고객 앨버트와의 불륜으로 임신하게 된다. 이후 태아는 관객에게만 들리는 목소리로 자신의 발달 과정을 얘기한다.
임신 9개월차가 된 몰리는 아내를 떠나겠다던 앨버트가 다른 여성과 함께 있는 모습을 보고 스트레스로 인해 급작스레 출산에 들어간다. 몰리를 급히 병원에 데려다준 택시 운전사 제임스는 아기 아빠로 오인 받아 출산 과정을 지켜보게 된다.
주소지가 잉글우드인 제임스는 할아버지 빈센트가 맨해튼 요양 시설에 들어갈 수 있도록 몰리의 맨해튼 주소를 이용하는 대신 아기 마이키의 베이비시터를 해주기로 한다. 몰리는 마이키에게 좋은 새아버지를 찾아주기 위해 여러 남성들과 데이트하지만 기준에 차는 상대를 찾지 못한다. 곧 제임스와 몰리는 사랑에 빠지고 마이키는 제임스와 유대를 쌓으며 제임스가 자신의 아빠가 돼야한다고 생각하지만 몰리는 제임스가 아빠가 되기엔 너무 미성숙하다고 여긴다.
몰리가 앨버트와 억지로 같이 일하게 되면서 앨버트가 몰리의 삶에 다시 개입한다. 마이키가 인공수정 결과물이라고만 생각해왔던 제임스는 앨버트와 싸우고 이를 계기로 제임스는 몰리, 마이키와 작별한다. 그러나 몰리는 앨버트가 여전히 이기적이고 차가운 사람이라는 걸 깨닫는다. 한편 마이키는 제임스의 택시로 착각해 엉뚱한 택시에 올라탔다가 도로 한복판에 당도한다. 제임스가 마이키를 구한 뒤 몰리와 제임스가 맺어지고 9개월 뒤 마이키의 여동생 줄리가 태어난다.
관객들에게 아기 줄리의 속마음이 들리기 시작한다.

## 출연
- 존 트러볼타 - 제임스 우브리아코 역
- 커스티 앨리 - 몰리 젠슨 역
- 올림피아 두카키스 - 로지 역
- 조지 시걸 - 앨버트 역
- 에이브 비고다 - 할아버지 빈센트 우브리아코 역
- 브루스 윌리스 - 마이키 목소리 역
- 트윙크 캐플런 - 로나, 몰리의 친구 역
- 조이 부셜 - 멀리사 역
- 조앤 리버스 - 줄리 목소리 역 (크레디트 미기재)

## 기타 제작진
- 공동 제작: 사이먼 R. 루이스
- 미술: 루번 프리드
- 의상: 몰리 매기니스

## 우리말 녹음
SBS 성우진 (1993년 11월 11일)
- 오세홍 - 마이키 (브루스 윌리스)
- 박기량 - 제임스 (존 트래볼타)
- 이경자 - 몰리 (커스티 앨리)
- 김태연
- 김정희
- 한수경
- 장정진
- 임은정
- 이연희
- 이호인
- 백순철
- 이윤연